# Wannes Raps (roman)
Wannes Raps is een novelle van de Vlaamse auteur Ernest Claes uit 1926.

## Boek
De auteur beschrijft in het boek de belevenissen van een vrijdenkende levensgenieter, die aan de kost komt door zijn diensten als "losse ambachtsman" aan te bieden op de hofsteden en kloosters in de streek van Diest, Averbode en Zichem. In die tijd (eind negentiende eeuw) was hij ook een soort entertainer die het nieuws en de verhalen overleverde van plaats tot plaats, soms onder de vorm van ballades of hekeldichten. In de novelle is zijn ‘peerdenpaternoster’ een goed voorbeeld hiervan. De persoon zou echt bestaan hebben, want zijn overlijden wordt in Diest vermeld: in de nacht van 9 op 10 oktober 1899. De figuur van Wannes Raps werd destijds opgevoerd in de voor televisie verfilmde serie Wij, Heren van Sichem in een vertolking van acteur Gaston Vandermeulen.